# Gustav von Schlabrendorf
Gustav von Schlabrendorf (né le 22 mars 1750 à Stettin, mort le 21 août 1824 à Paris) est un intellectuel allemand.

## Biographie
Gustav von Schlabrendorf est le fils d'Ernst Wilhelm von Schlabrendorf, ministre de Silésie. Après une éducation soignée à la maison, il étudié le droit dans les universités de Francfort-sur-l'Oder et Halle. Cependant il se donne aussi une culture générale et approfondie des langues anciennes et modernes. Il s'intéresse aussi à la franc-maçonnerie, il est admis en 1777 dans la loge Minerva zu den drei Palmen (de) à Leipzig.
Après la mort de son père en 1770, il hérite d'une fortune considérable qui lui donne une indépendance financière. Sa curiosité intellectuelle débridée et son ouverture à toutes les connaissances le conduisent à de grands voyages éducatifs à travers l'Allemagne, la Suisse et la France. En Angleterre, il passe six ans et fait des voyages en compagnie de Heinrich Friedrich Karl vom Stein. Il rencontre le philosophe Friedrich Heinrich Jacobi, avec qui il sera ami toute sa vie. Schlabrendorff est enthousiaste au sujet de la constitution anglaise.
Avant le début de la Révolution française, Schlabrendorf s'installe à Paris. Il témoigne des changements qu'il approuve. Il fait connaissance de personnalités et correspond avec certaines comme Nicolas de Condorcet, Louis-Sébastien Mercier ou Jacques Pierre Brissot.
Il parvient à échapper par un hasard à la guillotine au moment de la Terreur. Il est en contact étroit avec des compatriotes allemands pour les idées révolutionnaires, notamment Georg Forster, Johann Georg Kerner (de), Conrad Engelbert Oelsner et, peu avant jusqu'à son exécution, Adam Lux.
Avec une préoccupation croissante sur l'érosion des idées et espoirs révolutionnaires d'origine, Schlabrendorf agit dans des œuvres caritatives. Protestant fervent, il soutient une société biblique et la communauté protestante, il s'engage dans le développement de l'éducation et de l'assistance aux pauvres. Wilhelm von Humboldt écrit dans son journal que Schlabrendorf a rendu visite en prison à Mary Wollstonecraft dont il était impressionné par son engagement pour les droits des femmes.
Sa façon de vivre fait passer Gustav von Schlabrendorf pour un excentrique. On le surnomme le "Diogène de Paris". Il préfère être auprès des gens, quitte à ne pas passer plusieurs jours chez lui et néglige son apparence, sa tenue vestimentaire. Pourtant beaucoup cherchent sa conversation et ses conseils. Dans son appartement, des politiciens et des diplomates se réunissent ainsi que des chercheurs et des artistes, allemands comme français.
Sa publication la plus célèbre est Napoleon Bonaparte und das französische Volk unter seinem Konsulate, parue en 1804, dont Schlabrendorf nie être l'auteur. Le biographe Karl August Varnhagen von Ense estime sa publication comme un "météore dans un ciel politique trouble". Le lectorat allemand (dont Goethe,
Johannes von Müller) est confronté pour la première fois à un Bonaparte menaçant le développement démocratique de l'Europe. La censure française ne s'intéresse pas à cet écrit germanophone, il n'est pas considéré comme un adversaire politique.
Schlabrendorff est libre d'utiliser sa fortune. Il apporte un soutien financier aux prisonniers de guerre prussiens des guerres révolutionnaires. En 1813, il souhaite se rendre en Prusse au moment où elle s'oppose à Napoléon, mais il n'obtient pas le droit d'entrer. Quand ce voyage devient possible en 1815, il manifeste un plus grand intérêt pour la France.
Dans les dernières années de sa vie, Schlabrendorf commence à recueillir une collection d'écrits par référence à la Révolution française qu'il veut à l'origine léguer à une université prussienne. Ne parvenant toutefois pas à fixer son héritage, celui-ci est vendu après sa mort et démembré. Sa correspondance n'a pas fait l'objet d'une publication.
Gustav von Schlabrendorf meurt quasiment pauvre le 21 août 1824 et est enterré dans le cimetière du Père-Lachaise avec la générosité de ses amis.

## Ouvrages
- Napoleon Bonaparte und das französische Volk unter seinem Konsulate, 1804, lire en ligne.
- Catalogue des livres de la collection de feu M. Gustave-Adolphe, comte de Schlabrendorf, Paris, Chez MM. Kilian, libraire, rue de Choiseul, n°5, & Silvestre, libraire, rue des Bons-enfans, n°3, 1826, lire en ligne.